# Opal (Wyoming)
Pour les articles homonymes, voir Opal.
Opal est une municipalité américaine située dans le comté de Lincoln au Wyoming.
Lors du recensement de 2010, sa population est de 96 habitants. La municipalité s'étend sur 0,39 milles carrés (1,01 km2).